# Taruga (amphibien)
Genre
Taruga est un genre d'amphibiens de la famille des Rhacophoridae.

## Répartition
Les 3 espèces de ce genre sont endémiques du Sri Lanka.

## Liste des espèces
Selon Amphibian Species of the World (24 mai 2013) :
- Taruga eques (Günther, 1858)
- Taruga fastigo (Manamendra-Arachchi & Pethiyagoda, 2001)
- Taruga longinasus (Ahl, 1927)

## Étymologie
Le nom de ce genre vient du sanskrit Taruga, et signifie « quelqu'un qui grimpe aux arbres », en référence aux mœurs arboricoles de ces espèces.

## Publication originale
- Meegaskumbura, Meegaskumbura, Bowatte, Manamendra-Arachchi, Pethiyagoda, Hanken & Schneider, 2010 : Taruga (Anura: Rhacophoridae), a new genus of foam-nesting tree frogs endemic to Sri Lanka. Ceylon Journal of Science. Biological Sciences, vol. 39, p. 75-94.